# Napi (Misso)
Napi – wieś w Estonii, w prowincji Võru, w gminie Misso.